# Ajuntament de Sant Just Desvern
L'Ajuntament de Sant Just Desvern és un edifici del municipi de Sant Just Desvern (Baix Llobregat) que forma part de l'Inventari del Patrimoni Arquitectònic de Catalunya. És un edifici cantoner de tres plantes situat dins el nucli de la vila. La seva façana presenta tres arcades, i la part superior és feta amb arrebossat de color vermellós. Anteriorment la part superior de la façana principal estava coronada per un frontó, que l'última intervenció ha eliminat.